# Ferme d'Estremiac
La ferme d'Estremiac est une ferme située sur la commune de Val d'Arcomie, dans le département français du Cantal en région Auvergne-Rhône-Alpes.

## Localisation
La ferme est située dans l'ancienne commune française de Saint-Just, dans la région historique et culturelle d'Auvergne.

## Historique
Ce domaine présente un modèle de ferme bloc à terre, comprenant une maison de maître datant de 1863, une grange-étable de 1683 pour le fermier, une autre grange-étable pour le propriétaire, constituée d'un bâtiment du XVIIe siècle agrandi à la fin du XIXe siècle, une porcherie, ainsi qu'une maison de fermier avec un fournil. Depuis 1950, tous les bâtiments de l'ensemble sont restés intacts, conservant ainsi leur aspect d'origine, ce qui en fait un précieux témoignage de la vie quotidienne aux XIXe et XXe siècles.

## Description
La ferme est délimitée et subdivisée par des rangées de grandes dalles verticales. 

## Protection
La ferme est inscrite au titre des monuments historiques par arrêté du 18 novembre 2002.

## Valorisation du patrimoine
En 1999, la municipalité a fait l'acquisition de la ferme d'Estremiac dans le but de la restaurer.